# Сокальська учительська семінарія

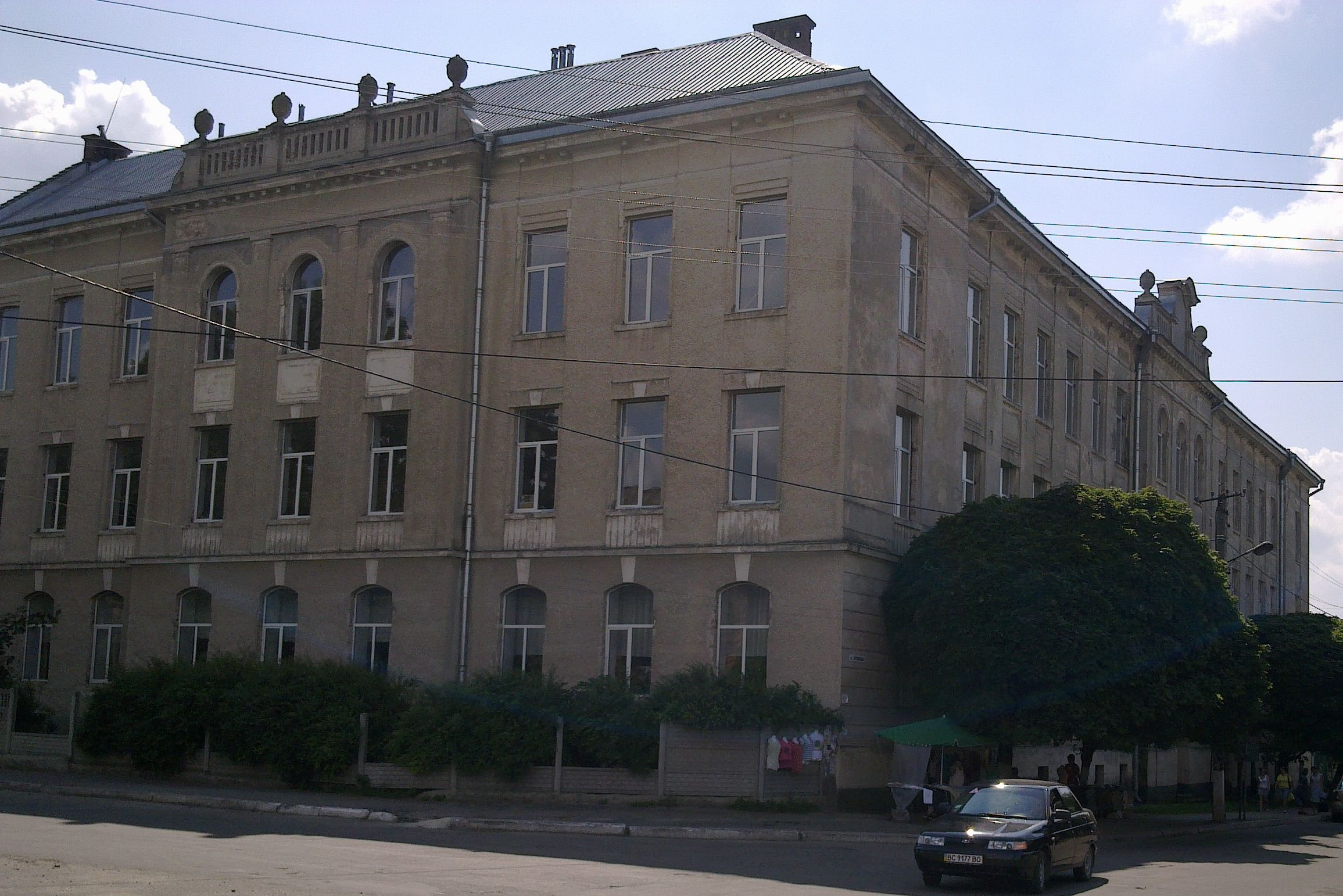
Будівля семінарії. Фото 2010 року

Сокальська учительська семінарія — навчальний заклад, що діяв у Сокалі з 1895 по 1937.

## Історія семінарії
31 травня 1895 — зі згоди австрійської влади відкрито вчительську семінарію. Спочатку працювали лише підготовчі курси. Заняття відбувалися в приміщенні початкової школи на Забужжі. Семінарія була двомовною (утраквістичною) — польсько-українською.
В 1896 семінарію перенесено до міста в приміщення школи вищого ступеня.
В 1910 семінарія перейшла у власний будинок по вулиці Тартаківській.
На час Першої світової війни навчання перервалося. 1 серпня 1914 року австрійське військо зайняло будинок семінарії. Згодом російське військо розташувало в будинку військовий шпиталь.
В листопаді 1918 після проголошення ЗУНР робота семінарії відновилася, однак більш-менш нормальна праця семінарії розпочалася в листопаді 1924. Викладання велося лише польською мовою.
Сокальщина протягом століть була форпостом українського духу. У 1928 році «ще перед утворенням ОУН… існував гурток націоналістичної молоді під проводом Теодозія Цьвікули, який розбудовував мережу юнацтва ОУН в учительській семінарії…»

## Подальша історія
Згідно з реформою в шкільництві в 1937 році на базі Сокальської учительської семінарії було засновано педагогічний ліцей. Після вступу до Сокаля радянських військ ліцей припинив існування.
10 листопада 1939 в приміщенні педагогічного ліцею почала працювати Сокальська педагогічна школа. Школа проіснувала до початку військових дій 22 червня 1941.
1 вересня 1944 після вступу до Сокаля радянських військ почало свою роботу Педагогічне училище, яке працювало до 1958 року.
Зараз у спорудженому для семінарії в 1910 будинку розташований спальний корпус Сокальської загальноосвітньої санаторної школи-інтернату для дітей хворих на сколіоз.

## Викладачі семінарії
- Павло Банах — український педагог, літератор, громадський діяч.
- Михайло Вагилевич — український письменник і педагог, племінник члена «Руської трійці» Івана Вагилевича, директор семінарії в 1900-і.
- Володимир Коцовський — викладач, директор семінарії (з 1910).

## Студенти семінарії
- Нестор-Маркіян Банах — вчитель, старшина УГА.
- Василь Ваврук — український військовик, майор УПА.
- Олена Жарська-Ваврук — українська націоналістка, членкиня ОУН.
- Пилип Ґардзілевич — український військовик, четар УГА.
- Василь Хома — український політичний діяч, один з керівників Похідних груп ОУН, голова Проводу ОУНР на Житомирщині.
- Володимир Хронович — український пильменник